# مشرعة (إب)
مشرعة هي إحدى قرى الجمهورية اليمنية. تتبع جغرافيًّا لمحافظة إب وإداريًا لمديرية القفر. يبلغ تعداد سكانها 1042 نسمة حسب الإحصاء الذي أجري عام 2004.